# Yuri Banhoffer
Gustavo ("Yuri") Graffinha Banhoffer (Montevideo, 14 januari 1948 – Quillota, 12 maart 2021) was een voetballer uit Uruguay die in de periode van 1975 tot 1979 uitkwam voor PEC Zwolle. Hij speelde als aanvaller.
Hij maakte deel uit van de selectie die in het seizoen 1976/77 de finale van de KNVB beker verloor van FC Twente.
Na zijn periode in Zwolle vertrok hij naar Chili, waar hij tot aan zijn dood bleef wonen.

## Carrièrestatistieken
| Seizoen | Club               | Land             | Competitie     | Competitie | Competitie | Beker | Beker | Internationaal | Internationaal | Overig | Overig | Totaal | Totaal |
| Seizoen | Club               | Land             | Competitie     | Wed.       | Dlp.       | Wed.  | Dlp.  | Wed.           | Dlp.           | Wed.   | Dlp.   | Wed.   | Dlp.   |
| ------- | ------------------ | ---------------- | -------------- | ---------- | ---------- | ----- | ----- | -------------- | -------------- | ------ | ------ | ------ | ------ |
| 1974    | Los Angeles Aztecs | Verenigde Staten | NASL           | 18         | 7          | 0     | 0     | 0              | 0              | 0      | 0      | 18     | 7      |
| 1975    | Los Angeles Aztecs | Verenigde Staten | NASL           | 20         | 14         | 0     | 0     | 0              | 0              | 0      | 0      | 20     | 14     |
| 1975/76 | PEC Zwolle         | Nederland        | Eerste divisie | 30         | 7          | 5     | 3     | 0              | 0              | 0      | 0      | –      | 10     |
| 1976/77 | PEC Zwolle         | Nederland        | Eerste divisie | 27         | 8          | –     | 1     | 0              | 0              | –      | 1      | –      | 10     |
| 1977/78 | PEC Zwolle         | Nederland        | Eerste divisie | 19         | 6          | 1     | 0     | 0              | 0              | 0      | 0      | 20     | 6      |
| 1978/79 | PEC Zwolle         | Nederland        | Eredivisie     | 23         | 3          | 1     | 0     | 0              | 0              | 0      | 0      | 23     | 3      |

## Erelijst

### MetUnión San Felipe
| Competitie          | Winnaar | Winnaar | Runner-up | Runner-up |
| Competitie          | Aantal  | Jaren   | Aantal    | Jaren     |
| ------------------- | ------- | ------- | --------- | --------- |
| Nationaal           |         |         |           |           |
| Campeonato Nacional | 1x      | 1971    |           |           |

### MetLos Angeles Aztecs
| Competitie | Winnaar | Winnaar | Runner-up | Runner-up |
| Competitie | Aantal  | Jaren   | Aantal    | Jaren     |
| ---------- | ------- | ------- | --------- | --------- |
| Nationaal  |         |         |           |           |
| NASL       | 1x      | 1974    |           |           |

### MetPEC Zwolle
| Competitie     | Winnaar | Winnaar | Runner-up | Runner-up |
| Competitie     | Aantal  | Jaren   | Aantal    | Jaren     |
| -------------- | ------- | ------- | --------- | --------- |
| Nationaal      |         |         |           |           |
| Eerste divisie | 1x      | 1977/78 |           |           |

### MetSan Luis de Quillota
| Competitie                           | Winnaar | Winnaar | Runner-up | Runner-up |
| Competitie                           | Aantal  | Jaren   | Aantal    | Jaren     |
| ------------------------------------ | ------- | ------- | --------- | --------- |
| Nationaal                            |         |         |           |           |
| Segunda División de Chile - Apertura | 1x      | 1980    |           |           |
| Segunda División de Chile            | 1x      | 1980    |           |           |